# Herman Melville

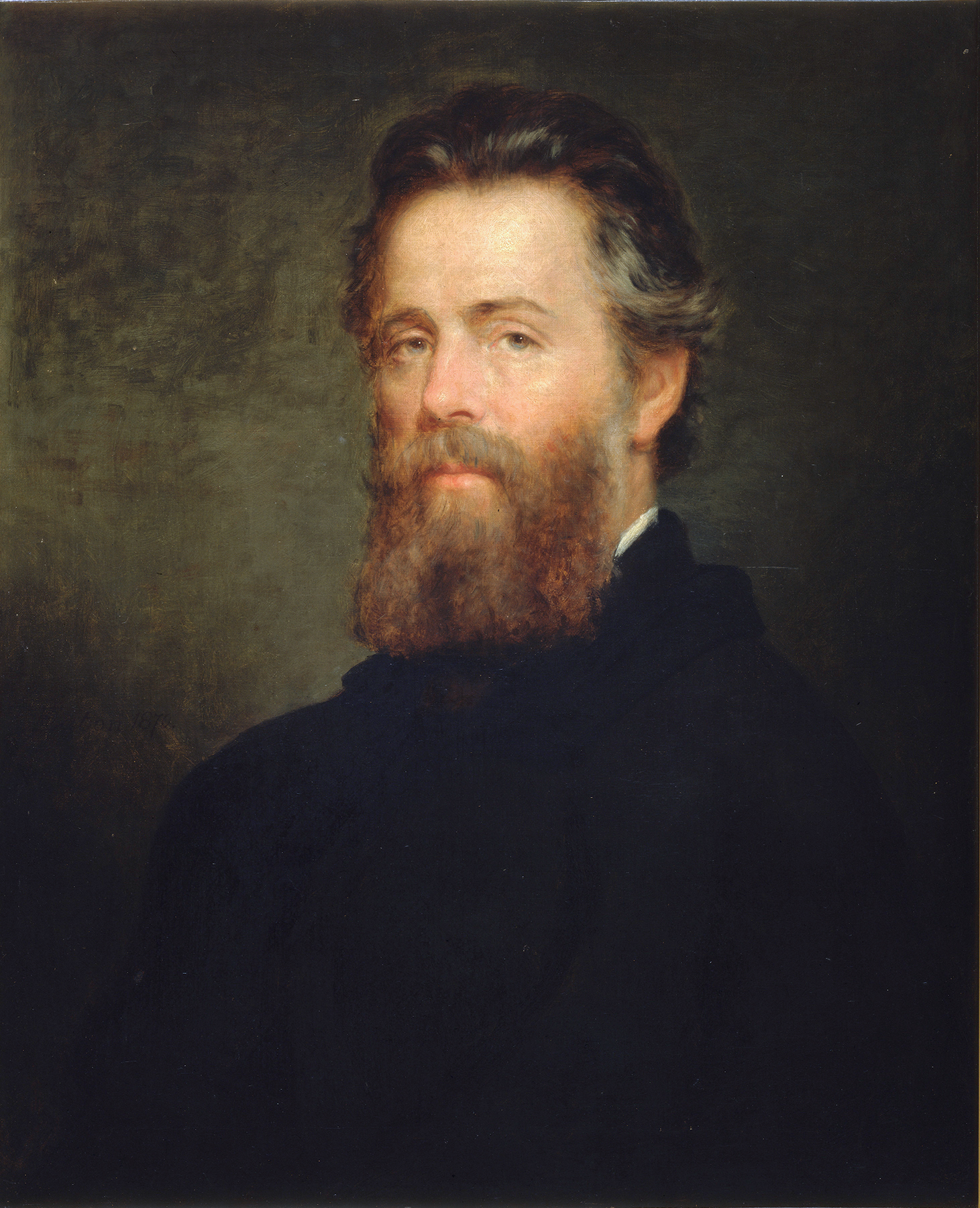
Herman Melville im Mai 1870

Herman Melville, geboren als Herman Melvill, (* 1. August 1819 in New York City, New York; † 28. September 1891 ebenda) war ein amerikanischer Schriftsteller, Dichter und Essayist.
Melvilles erster Roman Typee handelt von der Reise zweier Deserteure durch die Südsee. Der Abenteuerroman traf den Geschmack der Zeit, trotz seiner Kritik am Kolonialismus und der vorbehaltlosen Darstellung der Eingeborenen. Die Tantiemen für den nachfolgenden Roman Omoo ermöglichten ihm schließlich die Heirat mit Elizabeth Shaw. 1847 erschien der Roman Mardi und eine Reise dorthin. Melville selbst sah in seinem dritten Werk die Wende in seinem Schaffen. Das Südseeabenteuer entwickelt sich nach der Flucht zweier Seefahrer zur Seelenreise und Kosmogonie und endet in einer allegorischen Satire, in der er die Vergeblichkeit nationalstaatlichen Machtstrebens karikiert. Die zahlreichen Diskurse, das Anhäufen von Beschreibungen, die reiche sprachliche und stilistische Variation wie Schilderung seelisch-leiblicher Vorgänge, welche die Ausweglosigkeit und Absurdität aber auch Tragik des Handelnden zeigen, lassen die Totalität des Epos im modernen Roman wiederaufscheinen.
In den zwei darauffolgenden Werken Redburn und Weißjacke oder die Welt auf einem Kriegsschiff wählte Melville das Schiff als Mikrokosmos. Obwohl er beide Werke wegen ihrer vermeintlich mangelnden sprachlichen Kraft später abwertete, nicht zuletzt aufgrund ihrer zum Vorgängerroman geringeren Innovationsdichte, können sie als Intensivierung wie Straffung seines Vorgängers gelesen werden. Im Gegensatz zu Mardi sind die Hauptfiguren nicht nur als Allegorien oder Stellvertreter von Ideen gezeichnet, sondern als Charaktere fassbar und in der weißen Jacke des namenlosen Matrosen fasst Melville erstmals das Symbol des Nichts wie später im Wal Moby Dick. Als maritime Romane gehören sie wegen ihres Realismus zu den zugänglichen Werken des Autors. Mit seinem Roman Moby-Dick oder der weiße Wal verfasste er in der Fabel einer Waljagd das tragische Epos vom Antihelden Ahab, der auf der Suche nach Vergeltung am Verursacher seines abgetrennten Unterbeines den Untergang wählt. Der Roman zählt zu den bedeutendsten Werken der US-amerikanischen Literatur und wird wegen seiner formalen und stilistischen Erneuerungen als Vorläufer zahlreicher erst im 20. Jahrhundert veröffentlichter Romane der klassischen Moderne genannt. Der Roman zählt zu den bedeutendsten Werken der Weltliteratur.
Bereits mit Mardi und erneut mit Moby Dick blieb der finanzielle Erfolg aus. Dies war nicht zuletzt eine Reaktion auf seine erzählerische Eigentümlichkeit wie verwegene Themenwahl – der darauffolgende Eheroman Pierre oder die Doppeldeutigkeiten behandelt einen geschwisterlichen Inzest –, wenngleich seine Erzählungen, die 1856 unter The Piazza Tales erschienen, von Zeitgenossen als literarische Leistungen gewürdigt wurden. Die sechs Erzählungen, darunter The piazza, Bartleby der Schreiber, Benito Cereno und The Encantadas zeigen Melville erneut als großen Erneuerer der US-amerikanischen Prosa und herausragenden Vertreter der Weltliteratur. 1857 erschien mit The Confidence-Man Melvilles letzter Roman. Der ehemalige Seefahrer musste bis zu seinem Renteneintritt wegen seines geringen Auskommens als Zöllner im New Yorker Hafen arbeiten.
Im späten Alter verfasste er seinen ersten Gedichtband. Darauf folgte das Versepos Clarel und der Gedichtband John Marr and Other Sailors. Sein letztes Werk, die postum herausgegebene Novelle Billy Budd erlangte Weltruhm. Melvilles Lyrik, die ähnlich seinen mittleren und späten Romanen sich an dem poetischen Theorem der Blackness, einer Heroik in der Moderne sowie der Totalität des Epos orientiert und seelische Grenzbereiche wie Schmerz, Wahn, das Leiden wie Erlösungsverlangen thematisiert, wird der Hermetik zugeordnet.

## Leben
Herman Melville war das dritte von acht Kindern des von schottischen Einwanderern abstammenden Importkaufmanns Allan Melvill und der aus einer ursprünglich niederländischen Patrizierfamilie stammenden Maria Gansevoort Melvill. Auch Allan Melvill kam aus einer angesehenen Familie. Als Geschäftsmann zeigte er jedoch wenig Begabung. Um einen großbürgerlichen Lebensstil finanzieren zu können, verschuldete er sich erheblich. Sein Unternehmen in New York City ging 1830 in Konkurs, woraufhin er die große Familie als Verkäufer in einem Pelzgeschäft in Albany finanziell über Wasser zu halten versuchte.
1831 musste Herman die Schule verlassen. Der Vater starb, seelisch und körperlich erschöpft, ein Jahr später. Die Mutter änderte nach seinem Tode den Familiennamen in „Melville“. Herman arbeitete als kaufmännische Hilfskraft in einer Bank, als Gehilfe auf der Farm seines Onkels und half im Pelzgeschäft seines Bruders aus.
Im Jahr 1839 heuerte Melville kurzzeitig als Decksjunge auf einem Postschiff der Route von New York nach Liverpool, England an. Danach versuchte er sich als Lehrer einer Grundschule in New York City, gab diese Stelle jedoch 1840 wieder auf und stach am 3. Januar 1841 in Nantucket an Bord des Walfängers Acushnet in See. Aber die Bedingungen auf der Fangfahrt in den Pazifik erschienen Melville als so unzumutbar, dass er 1842 beim ersten Zwischenhalt auf der Insel Nuku Hiva (Marquesas) „desertierte“. Er entfloh gemeinsam mit dem Matrosen Richard Tobbias Greene durch die Berge, um das Tal von Taipivai zu erreichen, wo sie von den Typees, einem Insulaner-Stamm, gefangen genommen wurden. Nach einigen Tagen gelang Greene die Flucht aus der Gefangenschaft, während der am Bein verletzte Melville vier Wochen lang das Leben des Stammes beobachtete. Seine Erlebnisse ließ er in die 1848 veröffentlichte Erzählung Typee einfließen.
Melville entkam auf dem australischen Walfänger Lucy Ann aus Nuku Hiva und gelangte nach Tahiti. Dort wurde er wegen Teilnahme an der Rebellion auf der Lucy Ann verhaftet, konnte aber aus dem Gefängnis nach Moorea fliehen. Danach heuerte er als Bootssteuerer auf dem Walfänger Charles and Henry aus Nantucket an und ließ sich im April 1843 auf Hawaii wieder abmustern. Im August desselben Jahres heuerte er in Honolulu als einfacher Matrose auf der nordamerikanischen Fregatte United States an und kehrte, mit Zwischenaufenthalt in Peru, im Oktober 1844 nach Boston zurück. 1846 schrieb er seinen ersten Roman Typee, gefolgt von Omoo 1847. Beide Bücher fanden schnell Zuspruch bei ihren Lesern. In Boston heiratete Melville am 4. August 1847 Elizabeth Shaw. Sie bekamen zwei Töchter und zwei Söhne, von denen der ältere sich mit 18 Jahren das Leben nahm und der jüngere, Stanwix, mit 35 Jahren an Tuberkulose starb.
Im Jahr 1849 reiste Melville nach England, um seinem Verleger die Manuskripte von White Jacket zu überbringen. Dabei unternahm er Abstecher nach Paris und ins Rheinland. Im Februar 1850 kehrte er nach New York City zurück. Im gleichen Jahr erwarben die Melvilles mit dem Geld des Schwiegervaters Shaw einen kleinen Bauernhof namens Arrowhead bei Pittsfield, Massachusetts, auf dem sie bis 1863 lebten. Das Gebäude ist heute als National Historic Landmark im National Register of Historic Places eingetragen. In dieser Zeit bestellte Melville den Hof, schrieb seine Bücher und hielt gelegentlich Vorträge über seine Erlebnisse im Pazifik.
Ab 1856 wurde Melville von schwerem Rheuma geplagt und von seiner Familie und dem Schwiegervater zu einer Erholungsreise gedrängt, die ihn nach England, wo er den Schriftsteller Nathaniel Hawthorne traf, ans Mittelmeer und ins Heilige Land führte. Im Mai 1857 kehrte er zurück.
Im Jahr 1860 segelte er auf dem Klipper Meteor unter dem Kommando seines jüngeren Bruders Tom nach San Francisco, Kalifornien. Obwohl er ursprünglich eine Weltreise geplant hatte, eilte er von dort mit einem Dampfer bald wieder zurück. 1863 verkaufte er den Hof in Pittsfield und siedelte nach New York über. Er konnte allerdings – obwohl bis zuletzt literarisch aktiv – ab den 1860er-Jahren nicht mehr von der Schriftstellerei leben. Deshalb nahm er 1866 eine Stellung als Zollinspektor im Hafen an, die er bis zu seinem Eintreten in den Ruhestand am 31. Dezember 1885 hielt.
Herman Melville starb im Alter von 72 Jahren; sein Grab befindet sich auf dem Woodlawn Cemetery im New Yorker Stadtbezirk Bronx.

## Literarisches Schaffen

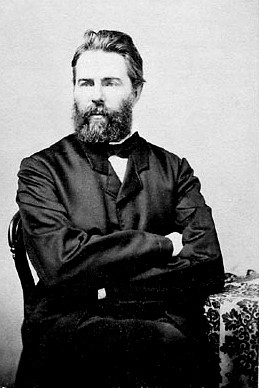
Herman Melville (1860)

- 1846 schrieb Melville den Roman Typee (deutsch Taipi), in den seine Erlebnisse auf der Insel Nuku Hiva einfließen
- 1847 schrieb er in Omoo über seinen Aufenthalt auf Tahiti
- 1849 erschien mit Mardi eine umfangreichere und deutlich fiktivere Fassung von Typee
- 1849 verarbeitete er in Redburn Erfahrungen seiner ersten Seereise als Kabinenjunge
- 1850 berichtete er in White-Jacket or, the World in a Man-of-war über die Erlebnisse auf der Fahrt mit der United States (dt. Titel: Weißjacke oder Die Welt auf einem Kriegsschiff)

Ebenfalls 1850 begann Melville, gleich nach dem Erwerb des Bauernhofes, die Erlebnisse auf der Acushnet und der Charles and Henry zu verarbeiten. Der zunächst in England in drei Bänden unter dem Titel The Whale erschienene und Hawthorne gewidmete Roman erzählt aus der Perspektive des Ich-Erzählers Ismael die Fangreise und Geschichte des Walfangschiffes „Pequod“ und seines Kapitäns Ahab, der von der Jagd nach dem legendären weißen Pottwal besessen war. Er jagte den Wal mit einer Verbissenheit, die zur Zerstörung des Schiffs und seinem eigenen Tod führte. Neben diesem zentralen Handlungsfaden sind weit überwiegend philosophische, halbwissenschaftliche, geschichtliche und mythologische Betrachtungen des Autors eingeflochten.

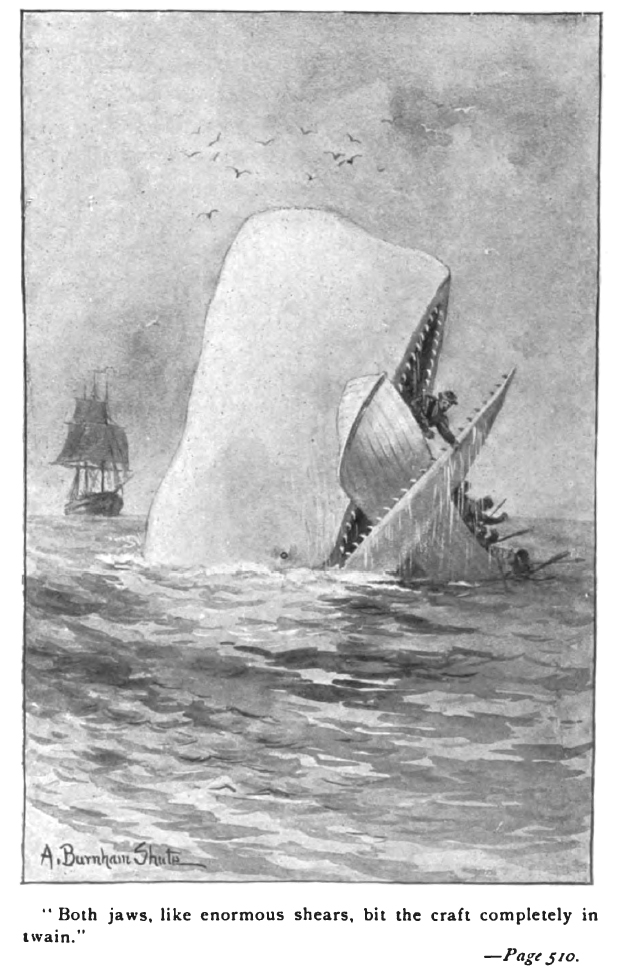
Illustration aus einer Ausgabe des Romans Moby Dick von 1892

Bereits auf seiner Südsee-Reise 1841 war Melville dem Kapitän Owen Chase (den Melville Chace nannte) und davor wiederum dessen Sohn begegnet. Der Sohn zeigte ihm das von seinem Vater seinerzeit im Stande des Ersten Steuermanns verfasste Buch über den Untergang des Walfängers Essex nach einem Pottwal-Angriff, von dem nur wenige Exemplare existierten. Erst 1850 jedoch kam Melville durch die Bemühungen seines Schwiegervaters Shaw vor Ort in Nantucket in den Besitz eines Exemplars dieses Buches. Der Beginn der in diesem Buch beschriebenen Tragödie – der Pottwalangriff – beeindruckte Melville so sehr, dass er diesen dann zu dem fulminanten Ende von Moby Dick machte.
Daneben zog Melville zahlreiche literarische Werke heran: William Shakespeare, Ralph Waldo Emerson, Thomas Carlyle und auch Werke des mit ihm befreundeten, in seiner Nähe wohnenden Hawthorne, befanden sich auf seiner Leseliste. Im August 1850 war das Werk weitgehend fertig, erreichte aber erst im folgenden Jahr die Herausgeber.
An seinen britischen Verleger Richard Bentley schrieb Melville 1851 dazu Folgendes:

“In the latter part of the coming autumn I shall have ready a new work […] a romance of adventure, founded upon certain wild legends in the Southern Sperm Whale Fisheries and illustrated by the authors own personal experience, of two years & more as a harpooneer […] I do not know that the subject treated of has ever been worked up by a romancer; or, indeed, by any writer in any adequate manner.”

„Im kommenden Spätherbst sollte ich mit einem neuen Werk fertig sein […] ein Abenteuerroman, der auf gewissen wilden Legenden aus den Pottwalfanggebieten im Süden gründet, ausgeschmückt mit den eigenen persönlichen Erfahrungen des Autors aus seiner mehr als zweijährigen Zeit als Harpunier […] Ich wüßte nicht, dass das behandelte Thema jemals von einem Romancier, ja überhaupt von irgendeinem Schriftsteller in angemessener Weise bearbeitet worden wäre.“

Zu seinen Lebzeiten wurden nur etwa 3.000 Exemplare von Moby Dick verkauft.
Die 1853 erschienene Kurzgeschichte Bartleby, the Scrivener wird als eines der wichtigsten Werke von Melville und als Vorläufer existenzialistischer und absurder Literatur angesehen. Zu den bedeutendsten kürzeren Erzählungen Melvilles und klassischen Höhepunkten der amerikanischen Kurzprosa wird ebenso seine erstmals 1855 veröffentlichte Erzählung Benito Cereno gerechnet, die mit ihrer method of indirection und ironisch unterlegten perspektivischen Erzähltechnik eine narrative Methode prägte, die später von Henry James weiterentwickelt und perfektioniert wurde.
Das Versepos Clarel von 1876 mit 18.000 Versen über eine Pilgerreise ins Heilige Land wurde zu Melvilles Lebzeiten in 300 Exemplaren gedruckt, die größtenteils eingestampft werden mussten. Bei seinem Tod 1891 in New York City war er mit Überarbeitungen an seinem letzten Werk Billy Budd, Foretopman beschäftigt, das erst 1924 veröffentlicht und von Benjamin Britten als Grundlage für die Oper Billy Budd genommen wurde.
Die beiden ersten Romane Melvilles, in denen er seine Südsee-Geschichten verarbeitete, waren große Erfolge. Als er sich danach vom naturalistischen Erlebnisroman abwandte, stellten seine Werke Kritiker und Publikum nicht mehr zufrieden.
Melvilles Werk war schon vergessen, als er starb; im Bibliothekskatalog der Yale University wurde Moby Dick nur in der Kategorie Cetologie (der Wissenschaft von den Meeressäugern) geführt und verstaubte. Erst in den 1920er Jahren verhalf ein Kreis von New Yorker Literaturwissenschaftlern, darunter Carl van Doren (1885–1950), Lewis Mumford, Carl Van Vechten und Raymond Weaver (1888–1948), seinem Werk zu Anerkennung.
Mit Moby Dick schuf Melville in der Form eines spannenden und komplexen Abenteuerromans eine Parabel für die Unbezwingbarkeit von Natur und Schicksal durch den Menschen.
Melville gehörte der Gruppe Young America an, deren Anliegen es war, eine amerikanische Nationalliteratur als Zeichen kultureller Emanzipation von der aristokratisch-feudalistischen Kultur Europas, insbesondere Englands, zu fördern. Dabei sollte die amerikanische Szene dargestellt werden, sowohl in geographischer wie auch gesellschaftlich-politischer Hinsicht. Einer solchen amerikanischen Literatur sollte es über die Darstellung tatsächlicher Verhältnisse hinaus um die Erfassung des demokratischen Zeitgeistes als Vision einer idealen zukünftigen Gesellschaft gehen.

## Werke
- Typee, 1846 (dt. Taipi) − posner.library.cmu.edu
- Omoo, 1847 (dt. Omu)
- Mardi, 1849, (dt. Mardi und eine Reise dorthin)
- Redburn, 1849
- White-Jacket or The World in a Man-of-War, 1849 (dt. Weißjacke oder Die Welt auf einem Kriegsschiff)
- Moby-Dick, 1851
- Pierre: or, The Ambiguities, 1852 (dt. Pierre oder die Doppeldeutigkeiten, von Leos Carax verfilmt)
- Bartleby, the Scrivener, 1853 (dt. Bartleby der Schreiber)
- The Encantadas, or Enchanted Isles, 1854 (dt. Die Encantadas, oder Verwunschenen Inseln)
- Benito Cereno, 1855
- Israel Potter, 1855 (dt. 1960 Israel Potter. Seine fünfzig Jahre im Exil. ND Leipzig 1991)
- The Piazza Tales, 1856 (dt. Piazza-Erzählungen):
  - The piazza
  - Bartleby, the Scrivener (in leicht veränderter Fassung gegenüber der erstmals 1853 veröffentlichten Long Short Story)
  - Benito Cereno (erstmals 1855 in Putnam’s Monthly erschienen)
  - Der Blitzableiter-Mann (Originaltitel: The Lightning-Rod Man) (erstmals 1854 in Putnam’s Monthly erschienen)
  - The Encantadas or Enchanted isles (erstmals 1854 in Putnam’s Monthly erschienen)
  - Der Glockenturm (Originaltitel: The bell-tower) (erstmals 1855 in Putnam’s Monthly erschienen)
- The Confidence-Man, 1857 (dt. Maskeraden oder Vertrauen gegen Vertrauen)
- Battle Pieces, 1866
- Clarel, 1876
- John Marr and Other Sailors, 1888
- Timoleon, 1891
- Billy Budd, 1924

### Deutsche Ausgaben der Gegenwart
- Bartleby, der Schreiber. Graphic Novel von Stéphane Poulin. Jacoby & Stuart, Berlin 2014, ISBN 978-3-942787-37-6.
- Bartleby, der Schreiber. (= List-Taschenbuch. 60194). List, München 2001, ISBN 3-548-60194-4.
- Bartleby, der Schreiber. Insel Verlag, Berlin 2019, ISBN 978-3-458-19466-8 (= Insel-Bücherei 1466 - Ill. Sabine Wilharm)
- Übers. Richard Möring: Billy Budd. Erzählung. Maritim, Hamburg 2002, ISBN 3-89225-464-8 (= Bibliothek der Meere, enthält: Benito Cereno, übersetzt von Hans Ehrenzeller)
- Übers. Michael Walter, Daniel Göske: Billy Budd, Matrose. Die großen Erzählungen. Hanser, München 2009, ISBN 978-3-446-23290-7.
- Übers. Günther Steinig: Benito Cereno. Martus, München 1992, ISBN 3-928606-03-4.
- Übers. Richard Möring, Hans Ehrenzeller: Zwei Erzählungen: Billy Budd. Benito Cereno. Maritim, Hamburg 2002, ISBN 3-89225-464-8.
- Übers. Rainer G. Schmidt: Clarel. Gedicht und Pilgerreise im Heiligen Land. Kommentar, Nachw. des Übers. Jung & Jung, Salzburg 2006, ISBN 3-902497-15-7.
- Übers. Uwe Johnson: Israel Potter. Seine fünfzig Jahre im Exil (Sammlung Dieterich). Dieterich, Leipzig 1991, ISBN 3-7350-0144-0.
- Mardi und eine Reise dorthin. Goldmann, München 2000, ISBN 3-442-72565-8.
- Übers. Matthias Jendis: Moby Dick oder Der Wal. Hanser, München 2001, ISBN 3-446-20079-7.
- Übers. Friedhelm Rathjen: Moby Dick oder Der Wal. Zweitausendeins, Frankfurt 2004, ISBN 3-86150-711-0; wieder Fischer-TB 2009, ISBN 978-3-596-90195-1.
- Übers. Christa Schuenke: Pierre oder Die Doppeldeutigkeiten. Hanser, München 2002, ISBN 3-446-17121-5.
- Übers. Ilse Hecht: Taipi. Aufbau, Berlin 2001, ISBN 3-7466-6097-1.
- Reisefresken dreier Brüder: Dichter, Maler, Müßiggänger. Tagebuch einer Reise nach Europa und in die Levante 1856/1857. Gachnang & Springer, Bern 1991, ISBN 3-906127-28-1.
- Übers. Alexander Pechmann: John Marr und andere Matrosen. Mit einigen Seestücken. Illustr. Pascal Moëtta. Original im Anhang. Mare, Hamburg 2013, ISBN 978-3-86648-149-7.
- Übers. Alexander Pechmann: Typee. Mare, Hamburg 2018, ISBN 978-3-86648-614-0.
- Übers. Alexander Pechmann: John Marr und andere Matrosen. Mit einigen Seestücken. Neuausgabe. Mare, Hamburg 2019, ISBN 978-3-86648-615-7.

### Hörbücher
- Moby Dick. Übersetzt von Friedhelm Rathjen (Erstveröffentlichung dieser dt. Übersetzung im Zweitausendeins Verlag 2004). Gesprochen von Christian Brückner. Baumhaus Verlag, Frankfurt (Main) 2007, ISBN 978-3-8339-5075-9.

- Moby Dick. Gesprochen von Oliver Rohrbeck, Helmut Krauss, Wolfgang Condrus, Joachim Kerzel, u.v. a. Der Audio Verlag (DAV), Berlin 2010, ISBN 978-3-86231-013-5 (Hörspiel, 2 CDs, 130 Min.)

## Trivia
- Herman Melville ist der Ururgroßonkel von Richard Melville Hall, auch bekannt unter dem Namen Moby.[4]
- Der ausgestorbene Wal Livyatan melvillei, der im mittleren Miozän vor 13 bis 12 Millionen Jahren im Pazifik vorkam, wurde nach dem biblisch-mythologischen Seeungeheuer Leviathan und nach Melville benannt.
- Zahlreiche Figuren und Schauplätze seines Romans Moby Dick waren Vorlage für die Benennung geographischer Objekte auf der Antarktischen Halbinsel. Ihm zu Ehren trägt der dort befindliche Melville-Gletscher seinen Namen.